# Bandes
Banco de Desarrollo Económico y Social de Venezuela  (Bandes de Venezuela). Es un banco estatal venezolano de desarrollo que fue creado el 10 de mayo de 2001, para estimular la inversión privada en zonas de bajos ingresos. Además, participa en el financiamiento de proyectos relacionados con la modernización de la infraestructura social, programas de cooperación internacional e innovación tecnológica, entre otras iniciativas. En la región, tiene presencia en Uruguay, a través de su filial Bandes-Uruguay, y en Bolivia, donde es el dueño de la institución microfinanciera Fondo Financiero Privado Prodem. El 6 de junio de 2001 se nombró su primer directorio publicado en Gaceta N° 37.213.

## Reseña biográfica
Con sede en Caracas, Bandes también ha desarrollado actividades económicas en Nicaragua y Ecuador, y tiene una oficina de representación en China. «El 8 de abril de 2005, Bandes se convierte en un Instituto Autónomo adscrito al Ministerio del Poder para Economía y Finanzas, según Decreto N° 3.570, publicado en la Gaceta Oficial N° 38.162 de la mencionada fecha»
Es un Instituto adscrito al Ministerio del Poder Popular con competencia en materia de Finanzas, Es una empresa que opera principalmente en el sector Banca. Conecta con sus contactos clave, proyectos, accionistas, noticias relacionadas y más. Esta empresa cuenta con operaciones en Venezuela. Algunos temas relacionados con sus desarrollos son: Financiamiento, Inversión Pública, Inversión Privada, Banco de Desarrollo, Integración e Inversión.

## Directores
La Junta Directiva de Bandes es nombrada por el poder ejecutivo. ha estado presidida,  por:
Presidentes:
- Rafael Isea (15/01/2007 - oct de 2008)[3]
- Alejandro Andrade (2008-2010)[3]
- Edmée Betancourt de García (01/01/2010 - enero de 2011)
- Gustavo José Hernández Jiménez (1/10/2013 - 5/2/2014)[3][4]
- Simón Alejandro Zerpa Delgado.(6/02/2014- 2020)[3][5][6]
- Héctor Andrés Obregón Pérez[7]

Presidente ad hoc Gobierno Interino
- Humberto Giovanni Cuffaro Mejía[8]

## Fraude en el Bandes (2008-2010)

### Convenios con China
El 22 de diciembre de 2009 China firma un convenio con Venezuela por 1000 millones de dólares a cambio quedaba en la obligación de enviar 42,96 millones de toneladas de mineral de hierro a la empresa siderúrgica china Wuhan Iron and Steel Corporation (Wisco) durante ocho años, un promedio de 4 millones de tonelada anuales de mineral, a través del Banco de Desarrollo de China transfirió al Banco de Desarrollo Económico y Social de Venezuela (Bandes), China se comprometía mejorar la capacidad de producción y desarrollo de mineral de hierro de CVG con la contratación de técnicos chinos para dichos trabajos. Para 2007 Venezuela producía 4.3 millones de toneladas de acero y en 2008 produjo 3.6 millones de toneladas. Para ese momento 40 millones de toneladas tenían un valor de 4 mil 176 millones de dólares, un perjuicio a la nación de 3 mil 176 millones de dólares y con el tiempo la caída de la producción de acero en el país en los siguientes años. La venta astronómica se convertiría en un problema de incumplimiento por parte de Venezuela en 2010 para cubrir la cuota a lo que estaría en la obligación de pagarle a China un monto equivalente al volumen no entregado al precio pactado. Los siguientes años por problemas con la infraestructura tanto del acarreo como del muelle Palúa se acentaría al problema. Entre 2017 y 2018 apenas cubrían 3 millones de mineral de hierro.

### Alejandro Andrade
Caso 1: El 11 de octubre de 2010, el tesorero de la Nación y presidente del Bandes aprobó la venta de bonos de la deuda argentina bonos ARARGE03F144 a través de una cartas autorizada por el presidente del Bandes omitiendo presentarse en licitación o en caso de excepción presentar una notitificación al Sudeban, nada de esto sucedió con la empresa fondo financiero estadounidense Short-Term Liquidity Fund I Ltd. inscrita en Isla Caimán propiedad del venezolano-estadounidense, Francisco Illaramendi, presidente de Michael Kenwood Group, la carta dirigida al director del fondo financiero Short-Term Liquidity Fund I Ltd, Odo Habeck, un hombre con experiencia como técnico del Banco Mundial para América del Sur, fue por un valor de 93.98 millones de bolívares se realizó donde solo tendrían acceso a este instrumento entes financieros nacionales y a través de subastas. Así como este caso existen 84 operaciones financieras similares realizadas por Andrade en la Contraloría General de la República (Venezuela). aparentemente Alejandro Andrade recibó fuertes comisiones en sus cuentas en Suiza por las cuales fue investigado en Estados Unidos y cumplió una condena por lavado de dinero.
Caso 2: Además, está otro venezolano, el banquero Gabriel Arturo Jiménez Aray, quien participó en el esquema de "notas estructuradas" junto con Raúl Gorrín y Andrade entre 2004-2008 (estos instrumentos financieros movieron más de 10 mil millones de dólares sin supervisión y permitieron ganancias de más de $1.500 a los operadores financieros), al usar un banco que adquirieron en República Dominicana, el Banco Peravia,  intervenido en 2014, para lavar dinero. Jiménez Aray fue sentenciado en 2018 a tres años de prisión por su papel en un plan de lavado de dinero de $1,000 millones, anunció la Oficina del Fiscal del Distrito Sur de Florida, quien admitió que había colaborado con Raúl Gorrín Belisario, dueño de Globovisión, para comprar el Banco Peravia y realizar operaciones ilícitas a través de esa institución.

### María de los Ángeles Gonzáles
Caso 3: Entre 2008 y 2010 el Bandes fue utilizado por sus principales funcionarios para vender y comprar bonos de la república, de Petroleos de Venezuela y de La electricidad de Caracas que perjudicaron al estado. La investigación inició desde 2009 luego de que la casa de bolsa Direct Access Partners (DAP) en Estados Unidos, en 2012 se demoraran la entrega de seis millones de dólares en comisiones a una cuenta suiza manejada por la funcionaria venezolana María de los Ángeles Gonzales, las investigaciones llevada a cabo por la Comisión de Valores y Comercio estadounidense (SEC por sus siglas en inglés) determinó un caso ilustrativo que entre el 28 y el 29 de enero de 2010 en la venta de bonos de La Electricidad de Caracas, es decir, en apenas dos días, estas operaciones generaron comisiones por más de 5,2 millones de dólares. Dichas operaciones de fraude continuado empezaron en octubre de 2008, que significó pérdidas para el Estado venezolano superiores a los 74 millones de los cuales 66 millones de dólares provenian del Bandes, los otros de Banfoandes.
La vicepresidenta de Finanzas de la entidad, María de los Ángeles González de 54 años(2010). quien venía trabajando desde 2001-2003 en el banco Industrial luego pasó a la banca privada, fue nombrada por el ministro Rafael Isea en la vicepresidencia del Bandes y del Banfoandes en enero de 2008, realizaba ventas de bonos a precios por debajo del mercado y luego los recompraba encarecidos. Para ello emprendio una empresa fantasma en Panamá Cartagena International INC, abrió cuentas en los bancos suizos Julius Boehr, Rahn & Bodmer y Compagnie Bancaire Helvetique; y con la intermediación de la casa de bolsa Direct Access Partners (DAP), de Nueva York con apenas seis años de fundación. En 2008, el Broker-Dealer creó un grupo llamado el Grupo de Mercados Global, que incluye Lujan, Clarke y Hurtado, y que ofrecía servicios de negociación de renta fija para clientes institucionales. Uno de los clientes del Broker-Dealer era BANDES, que operaba bajo la dirección del Ministerio de
Finanzas de Venezuela.  En mayo de 2013 Estados Unidos presentó una demanda civil a cuatro personas entre ellas a Gonzáles detenida en Miami, los otros acusados, Tomas Alberto Clarke Bethancourt, José Alejandro Hurtado y Haydée Leticia Pabón de Hurtado, que fueron detenidos el fin de semana y están bajo custodia en Estados Unidos. Posteriormente en agosto del 2013 Luján, Hurtado y Clarke se declararon culpables, fueron enjuiciados y sentenciados en Estados Unidos.
En abril de 2014 fueron detenidos Benito Chinea, el exdirector ejecutivo, y Joseph De Meneses, el ex director general de la firma Direct Access y se declararon culpables de sobornar a una funcionaria del Bandes. Ambos ejecutivos fueron sentenciados a cuatro años de prisión en abril de 2015 y deberán pagar varios millones de dólares en multa.
La actitud del Gobierno venezolano ha llamado la atención, en el Departamento de Estado estadounidense porque no ha recibido ninguna solicitud formal para obtener información sobre el caso. Cuando el escándalo salió a la luz pública, el ministro de Finanzas, Nelson Merentes, sólo señaló que el Gobierno estadounidense debía mandar las informaciones relativas al fraude. Mientras tanto, las autoridades suizas mantienen congelados los fondos de por lo menos 11 cuentas bancarias abiertas en Suiza directamente por los implicados o a través de las empresas que se registraron en Panamá.
En enero de 2016 María de los Ángeles González de Hernández, recibió la orden de devolver los cerca de 5 millones de dólares que obtuvo de la trama. Así evitó una sentencia que habría extendido su condena en prisión más allá de los 16 meses y medio que ya cumplió, luego que admitió que aceptó millones de dólares en sobornos y permitiera que la correduría Direct Access Partners (DAP) ganará más de 60 millones de dólares en honorarios al hacer negocios.

## Accionista de CANTV
En abril de 2008 CANTV fue convertida en empresa estatal, con el 79,62 % de sus acciones compradas por el Ministerio del Poder Popular para las Telecomunicaciones y la Informática tras concluir el pasado año en mayo de 2007 la compra que lanzó el Estado en las bolsas de valores de Nueva York y Caracas, el ministro de Telecomunicaciones, Jesse Chacón, dijo en rueda de prensa que el Estado captó en ella un 79,62 por ciento de las acciones de la Compañía Anónima Teléfonos de Venezuela, y un 6,59 % obtenidas por el Banco de Desarrollo Económico y Social de Venezuela (BANDES), a través del Fondo Autónomo para Proyectos con Fines Sociales.

## Sanciones
El 22 de marzo de 2019, Bandes fue sancionado por el Departamento del Tesoro de Estados Unidos, en adición a cuatro subsidiarias adicionales que posee o controla en el exterior del país, como respuesta al arresto ilegal de Roberto Marrero, jefe de despacho del presidente encargado de Venezuela, Juan Guaidó. Las sanciones significan que «todas las propiedades e intereses en propiedades de estas entidades, y de cualquier entidad que sea propiedad, directa o indirecta, del 50 por ciento o más de esta entidad, que se encuentren en los Estados Unidos o en posesión o control de personas estadounidenses están bloqueados» y «prohíben todas las transacciones realizadas por personas estadounidenses o dentro (o en tránsito) de los Estados Unidos que involucren cualquier propiedad o intereses en propiedades de personas bloqueadas o designadas».